# Benito Juárez (distrikt)

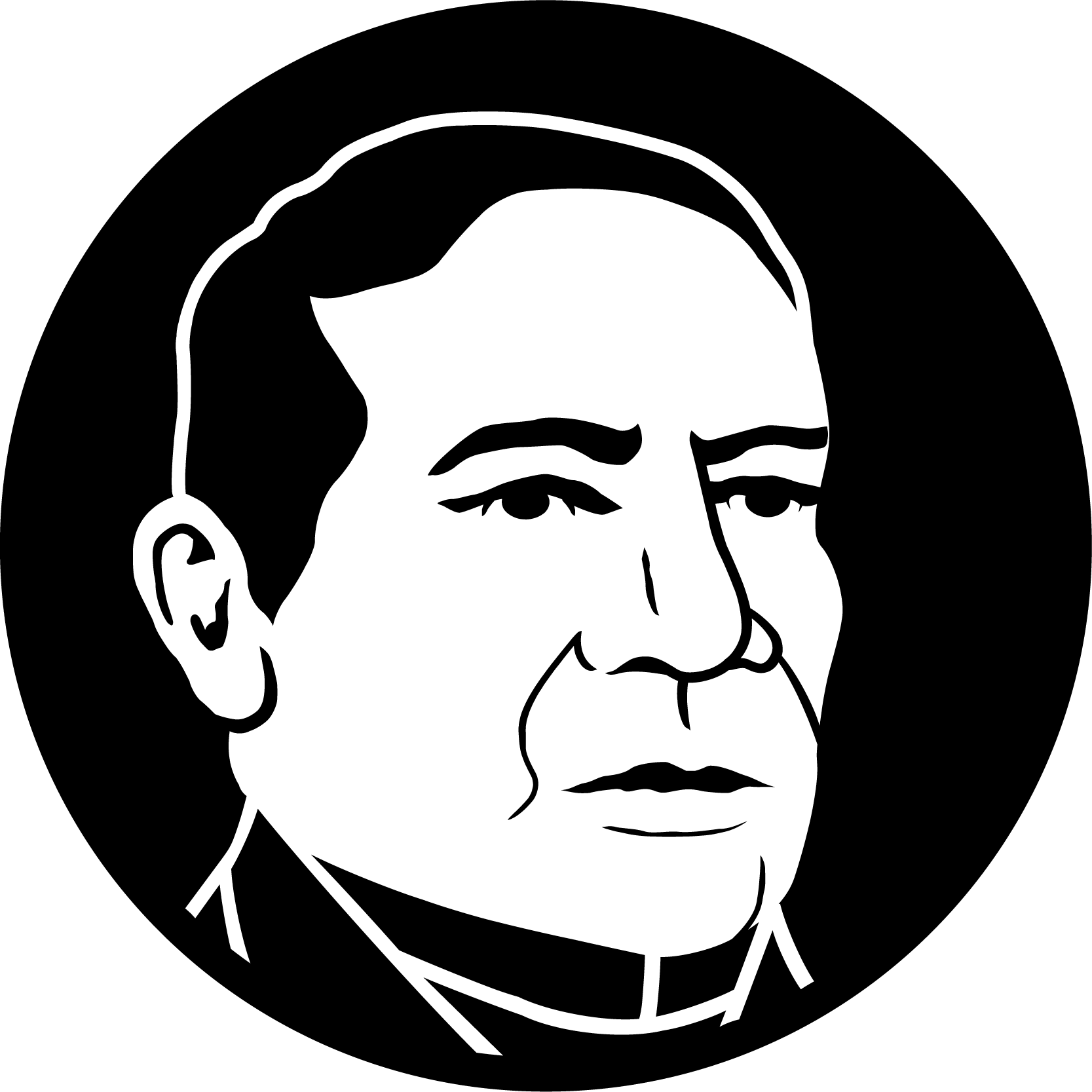
sköld i delegationen Benito Juarez

plats i delegationen Benito Juarez i Mexico City

Benito Juárez är en av Mexico Citys 16 distrikt, delegación. Distriktet har fått sitt namn efter Benito Juárez mexikansk president under andra halvan av 1800-talet.
Finare områden är Colonia del Valle. Här ligger Mexikos World Trade Center och Parque Hundido.
Större trafikleder är Avenida de los Insurgentes och Circuito Interior.